# Козаки 3
«Козаки 3» (англ. Cossacks 3) — відеогра, ремейк стратегії в реальному часі «Козаки: Європейські війни» 2001 року, розроблена українською компанією GSC Game World для платформи Microsoft Windows. Видана 20 вересня 2016 року в сервісі цифрової дистрибуції Steam.
Основними відмінностями від старої гри є сучасні графічні можливості з використанням 3D, оновлені моделі та текстури, динамічне освітлення та повна підтримка користувацьких модифікацій.

## Ігровий процес

### Основи
Традиційно для серії гравець керує військами та розвитком поселення для їх підтримки. Основний ігровий процес відбувається на прямокутних мапах з водоймами, рівнинами, скелями, лісами й іншими ландшафтами, схованими початково у темряві «туману війни». Для розбудови поселення служать робітники, яких гравець посилає або будувати споруди, або добувати ресурси. Згодом стають доступні все нові споруди і війська, відтак з'являється можливість розпочати бої проти ворога з метою знищити його чи виконати поставлене сюжетне завдання. Гравцеві пропонується вибір з кількох націй XVII століття: австрійців, французів, англійців, іспанців, росіян, українців, поляків, шведів, прусаків, венеційців, турків і алжирців. Основи гри за них однакові, різниця полягає в дизайні, унікальних військах та їхніх можливостях.
На зведення споруд, замовлення нових робітників і військ та їхнє вдосконалення витрачаються ресурси. Їх є 6 видів: дерево, їжа, каміння, золото, вугілля і залізо. Дерево добувається від вирубки лісів та необхідне передусім для будівництва. Їжа збирається з полів навколо млинів (спершу врожай повинен достигнути) чи риболовлі, необхідна для замовлення робітників і бійців. Каміння потрібне для зведення критично важливих споруд, береться робітниками зі скель. Дерево з камінням зносяться до складу, інакше не можуть бути використані. Золото, вугілля і залізо беруться з родовищ, на яких попередньо слід збудувати шахту. Нові робітники наймаються в міському центрі, а війська різних видів — у відповідних спорудах на кшталт казарми. Існує ліміт на максимальну кількість населення поселення, який збільшується зведенням жител. Такі споруди як кузня чи академія відкривають доступ до вдосконалень знарядь праці чи озброєння, а ринок дозволяє обмінювати одні ресурси на інші. З часом стають доступними частоколи, оборонні вежі. Майже в кожній споруді можливо здійснити вдосконалення, яке покращує її діяльність або відкриває нові можливості в інших спорудах і покращує війська.
Війська володіють різною спеціалізацією та ефективністю одні проти одних. Утримання та вогнепальні атаки деяких самі по собі вимагають витрати ресурсів. Існують війська, які не є хорошими бійцями самі, або й не можуть битися взагалі, але дають нові можливості іншим. Так, капелани лікують поранених, а завдяки офіцерам солдати можуть ставати в різні шикування, які дають нові тактики наступу й оборони.
У звичайній версії гри доступно 6 кампаній, окрім навчальної: за прусаків, англійців, українців, росіян та французів. Вони оповідають про війни цих народів, засновуючись на реальних історичних подіях. Режим «Випадкова мапа» пропонує зіграти за налаштуваннями гравця проти комп'ютера. Зокрема обираються нація гравця і противника (противників), складність, особливості ландшафту, стартові позиції та кількість початкових ресурсів. Додаткові налаштування дозволяють внести специфічні правила, такі як війна лише певними видами військ, термін початкового миру, можливість захоплення ворожих споруд і робітників, наявність військ і технологій XVIII століття.

### Нації
| Нація      | Унікальні особливості | Унікальні юніти                                                                                |
| ---------- | --- | ---------------------------------------------------------------------------------------------- |
| Австрія    | Швидше будівництво міського центру | Рундашир Австрійський мушкетер Кроат Пандур                                                    |
| Алжир      | Не може перейти у 18-те століття Не може досліджувати монгольф'єр | Лучник Мамлюк Легкий піхотинець                                                                |
| Баварія    | | Мушкетер 18-го століття Гренадер                                                               |
| Іспанія    | | Коселет Мушкетер 17-го століття                                                                |
| Нідерланди | | Мушкетер 17-го століття Драгун 18-го століття                                                  |
| Польща     | | Легкий вершник Пікінер 17-го століття Мушкетер 17-го століття Посполите рушення Крилатий гусар |
| Росія      | Казарми не потребують золота | Стрілець Списоносець Вітязь Донський козак                                                     |
| Туреччина  | Не може перейти у 18-те століття Не може досліджувати монгольф'єр Дешевший міський центр Казарми та стайні не потребують золота | Яничар Турецький лучник Важкий сипах Легкий сипах Татарин                                      |
| Україна    | Дешевший міський центр Міський центр виділяє більше житлових місць Дешевша казарма Дорожчі стайні Швидше будівництво академії Не має переходу в 18-е століття, але є доступні дослідження 18-го століття Селяни можуть слугувати бойовим юнітом | Український селянин Січовий козак Реєстровий козак Сердюк Гетьман                              |
| Франція    | | Королівський мушкетер Єгер Драгун 18-го століття                                               |
| Шотландія  | Не має переходу в 18-е століття, але є доступні дослідження 18-го століття Замість казарми 18-го століття має Замок | Пікінер Ковенанта Мушкетер Ковенанта Лучник кланів Мечник кланів Лансер Рібадекін              |

## Технічні особливості
На відміну від решти ігор серії «Козаки», «Козаки 3» повністю виконана в тривимірній графіці, тоді як раніші мали тільки тривимірний ландшафт. Рушій гри здатний підтримувати на кожній карті до 32000 юнітів (робітників і бійців) і відтворювати динамічне освітлення. Підтримується роздільність 4K з масштабуванням інтерфейсу. Вбудованим редактором карт можна легко вносити зміни до гри, створюючи власні модифікації.

## Історія розробки
Наприкінці 2014 року студія GSC Game World оголосила про повернення в ігрову індустрію, анонсувавши розробку нового проекту. 18 травня 2015 року стало відомо, що це буде «Козаки 3». Ідея створення нових «Козаків» існувала в розробників тривалий час і вони сподівалися колись відродити серію. За словами Євгена Григоровича: «Багато в чому, це почуття подібне до патріотизму: хочеться зробити національну гру, яка асоціюється з Україною, довести ще раз, що саме Україна може зробити продукт світового рівня. Коли європейці вивчають історію в школі, для них українські козаки — хтось на кшталт „європейських самураїв“, якісь фентезійні персонажі, але при цьому — історично достовірні. Це — яскравий героїчний образ для просування української культури на Заході.» Біля 2012 накопичилася критична кількість ідей, почалася підготовка документів, описів бачення того, як повинна виглядати і розвиватися гра, встановилися приблизні терміни. Робота над самою грою почалася в листопаді 2013 року. Хоча відділ розробки GSC Game World тимчасово закрився, фактично робота над іграми не припинялася.
Розробники ставили на меті відтворити естетику оригінальної серії, а ігровою механікою та наповненням гра описувалася подібною на «Козаки: Знову війна». Такий хід пояснювався складнішим та цікавішим ігровим процесом першої гри серії та тим, що від її виходу вже виросло нове покоління, незнайоме з ранніми «Козаками». Додатково відеоігри жанру RTS про часовий проміжок  XVII-XVIII століть рідкісні. В них поєднуються холодна зброя і вогнепальна, що надає багатий вибір тактики і стратегії. Періодично на сайті публікувалися матеріали про ігровий процес, анімації бойових одиниць. Задля демонстрації вдосконалень місця першої гри відтворювалися на рушієві «Козаків 3».
Співробітник студії Валентин Єлтишев повідомляв: «Кожен солдат на полі бою — окремий юніт зі своїм штучним інтелектом і своїми бойовими параметрами. У більшості RTS юніти об'єднуються в загони, і управляти можна тільки цими групами. В „Козаки 3“ керувати вдасться кожним окремим солдатом, або, для зручності, виділяти загони. І той, і інший варіант знадобляться для дослідження і захоплення ворожих будівель і артилерії». Велика увага приділена можливості створювати модифікації. За словами того ж Валентина Єлтишева: «Ми будемо всіляко підтримувати створення модифікацій; не виключено навіть, що якісь з них увійдуть у гру, замінивши початкові блоки». За рендеринг мала відповідати технологія OpenGL. Згодом в одному з інтерв'ю зазначалося, що ігровий рушій є власною розробкою GSC Game World. Він дає переваги у виведенні на екран великої кількості юнітів, завдяки чому гра невимоглива до апаратних характеристик комп'ютера і може запускатися на ПК п'ятирічної давнини.
У червні 2015 розробниками було анонсовано наступні особливості: події розгортатимуться на території Європи XVII—XVIII ст.; п'ять історичних кампаній в режимі одиночної гри; 12 протиборчих країн; битви з участю до 10000 юнітів одночасно; реалістична фізика польоту куль та ядер; суттєвий вплив ландшафту на тактику бою; битви із комп'ютерними супротивниками на випадкових мапах; гнучкий генератор випадкових мап із вибором бажаного ландшафту. Орієнтовною датою виходу називався кінець 2015 року.
У жовтні 2015 розробники оприлюднили численні відповіді на часті питання. Зокрема стали відомі вимоги до ПК, ціна попереднього замовлення, деталі ігрового процесу. Повідомлялося, що деякі можливості, як зміна часу доби, закладені в рушій, але у фінальній версії реалізовані не будуть, оскільки не вписуються в рамки ігрової механіки. Гравці за бажання зможуть самі ввімкнути їх за допомогою модифікацій. За кілька місяців, 1 грудня, стало відомо яким буде саундтрек. Публікувалися скріншоти, відомості про нові особливості ігрового процесу, такі як дипломатія.
Збір анкет на бета-тестування розпочався 22 квітня 2016 року. Тестування планувалося проводити в кілька хвиль, залучаючи різних тестерів, обраних за цими анкетами. Старт бета-тестування проводився за місяць до виходу гри.
Про нову дату виходу було повідомлено 19 липня 2016. Нею стало 20 вересня того ж року. З 20 липня 2016 гра з'явилася в сервісі Steam, через який і мала розповсюджуватися після офіційного випуску шляхом цифрової дистрибуції.
Реліз відбувся, як і було заплановано, 20 вересня в Steam. Гра стала доступною у двох версіях: «Standard» та «Deluxe». Остання відрізняється наявністю додаткових 6-и кампаній, 12-и однокористувацьких місій, 8-а реконструкціями історичних битва та окремим саундтреком. Крім того доступні 8 безкоштовних завантажуваних доповнень з додатковими націями. Впродовж двох тижнів діяла пропозиція отримати за активацію гри бонус «Early Bird». Він включає додаткову кампанію, 2-х нових найманців для всіх країн та спеціальну позначку в багатокористувацькій грі.
До Хелловіну 2016 року гра отримала оновлення, яке надає військам страхітливого вигляду і додає традиційну хелловінську атрибутику, таку як гарбузи на картах. З нагоди зимових свят у грудні було випущено оновлення, яке надає інтерфейсу і гамі зимового вигляду: зі снігом, бурульками і новорічною атрибутикою. Додатково оновлення містило гумористичну місію зі звільнення Санта-Клауса його оленів. 22 червня наступного року літнє сезонне оновлення додало нову гумористичну місію — привести армію на літній ярмарок.
Звичайна гра може бути доповнена до Deluxe версії, що надає раніший на два тижні доступ до завантажуваних доповнень.

## Завантажувані доповнення
- Дні величі (англ. Days of Brilliance) — випущене 13 грудня 2016, надає польську кампанію, 5 додаткових історичних сценаріїв, нових юнітів для старих націй та ще дві: Данію і Нідерланди[27].
- Сходження до слави (англ. Rise to Glory) — випущене 16 лютого 2017, надає другу пруську і шведську кампанії, нових юнітів, засніжені ландшафти, нові сценарії та нації: Баварію і Саксонію[28].
- Вартові Високогір'я (англ. Guardians of the Highlands) — випущене 12 квітня 2017 року, надає третю шотланську кампанію, нових юнітів, «Особистого помічника», а також націю Шотландію для багатокористувацької гри та новий саундтрек. Не входить до складу Deluxe Edition[29].
- Дорога до величі (англ. Path to Grandeur) — опубліковане 16 травня 2017, дозволяє зіграти в турецьку й іспанську кампанії, додає піщані ландшафти, а також Угорщину та Португалію для багатокористувацької гри[30].
- Золота доба (англ. The Golden Age) — випущене 24 серпня 2017. Додає відтворення історичних битв за участю до 8-и гравців, голландську кампанію, нові одиночні сценарії, Швейцарію і П'ємонт для багатокористувацької гри, та новий саундтрек. Це доповнення стало останнім, що входить до складу Deluxe Edition[31].

## Оцінки й відгуки
Вже наступного після виходу дня гра отримала посередні оцінки і ця тенденція продовжилася й надалі. Першими стали відгуки GameWatcher і GRYOnline.pl, 6 і 5 балів з 10 відповідно. На агрегаторі Metacritic середня оцінка склала 63 бали зі 100.
У відгуку англомовного сайту GameWatcher у висновку говорилося, що Cossacks 3 яскрава й насичена як оформленням, так і можливостями гра. Разом з тим відзначалося, що при всьому багатстві вдосконалень і тактик найефективнішим способом досягти перемоги є назбирати якомога більшу армію і просто кинути її на ворога, поки він не випередив гравця. Також нарікання стосувалися недосконалого ШІ, проблем з продуктивністю гри і відсутністю технологічного прогресу в кампаніях. Таким чином гра описувалася як та, що є дійсно хорошою «на папері», а реально «обвалюється під тягарем власних обіцянок».
На польському сайті GRYOnline.pl зауважили, що це гра «з новими кампаніями і тими самими вадами, які надокучили нам у оригіналі… очікували досвідчених козаків, а отримали ніякових рекрутів».
Німецький GameStar притримався подібної думки, оцінивши «Козаків 3» у 68 балів зі 100. На додаток говорилося, що нова гра покладається на ностальгію, а сучасне повторення вже баченого в 2001 не сприяє розвитку серії.
У сервісі Steam від пересічних гравців вона отримала навпаки переважно схвальні оцінки. Негативні відгуки в більшості стосувалися поганої оптимізації, помилок і не вельми винахідливого ШІ. Але загалом покупці сходилися на думці, що це класична «Козаки: Європейські війни» в осучасненому поданні, яка повертає ті ж відчуття, що оригінальна гра 15-ирічної давнини. Спостережливі гравці крім того виявили корисні баги, до прикладу, що війська можна копіювати звичайною комбінацією клавіш Ctrl+C — Ctrl+V. Багато подібних помилок було виправлено впродовж наступних днів патчами.

## Галерея

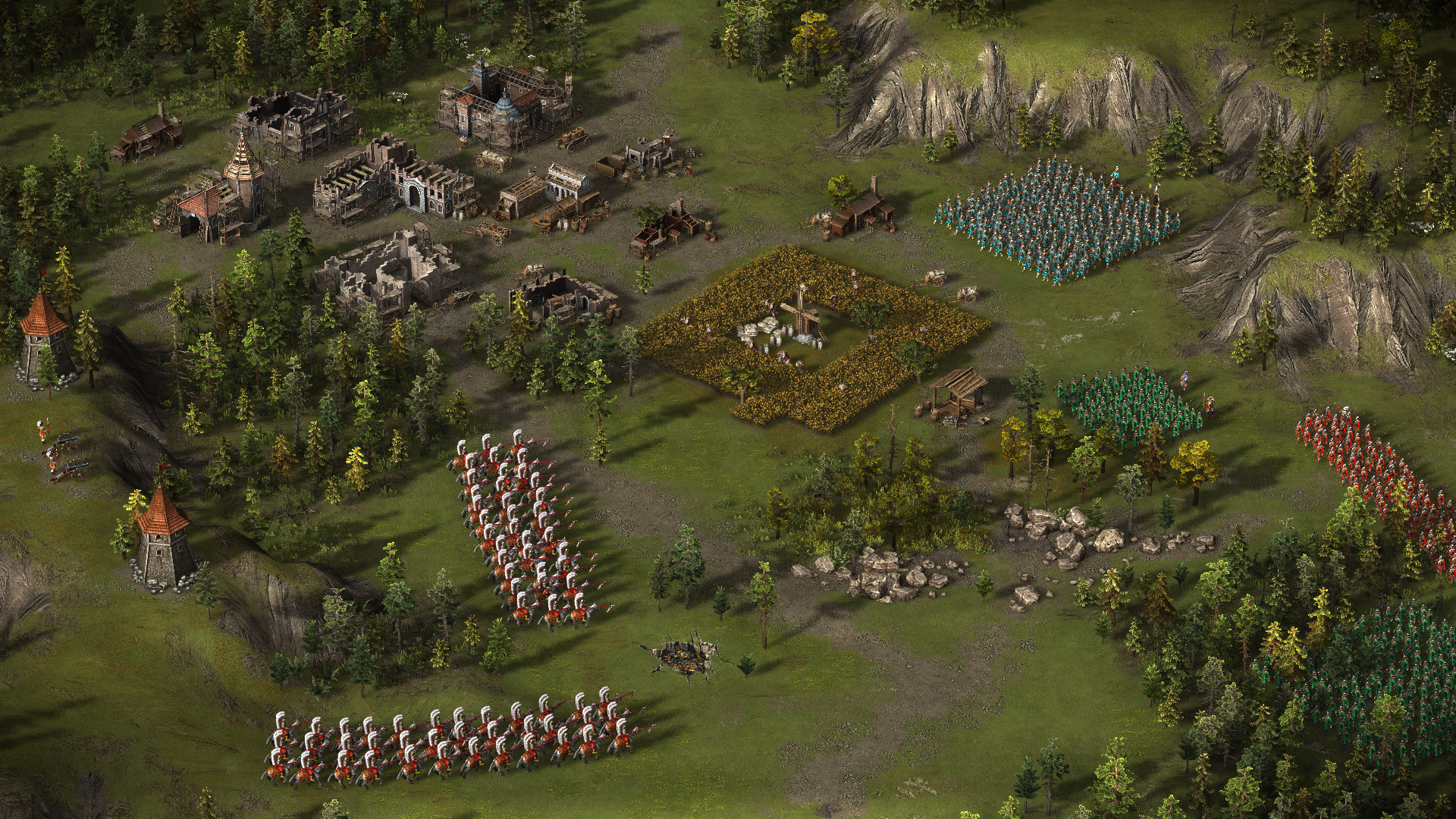
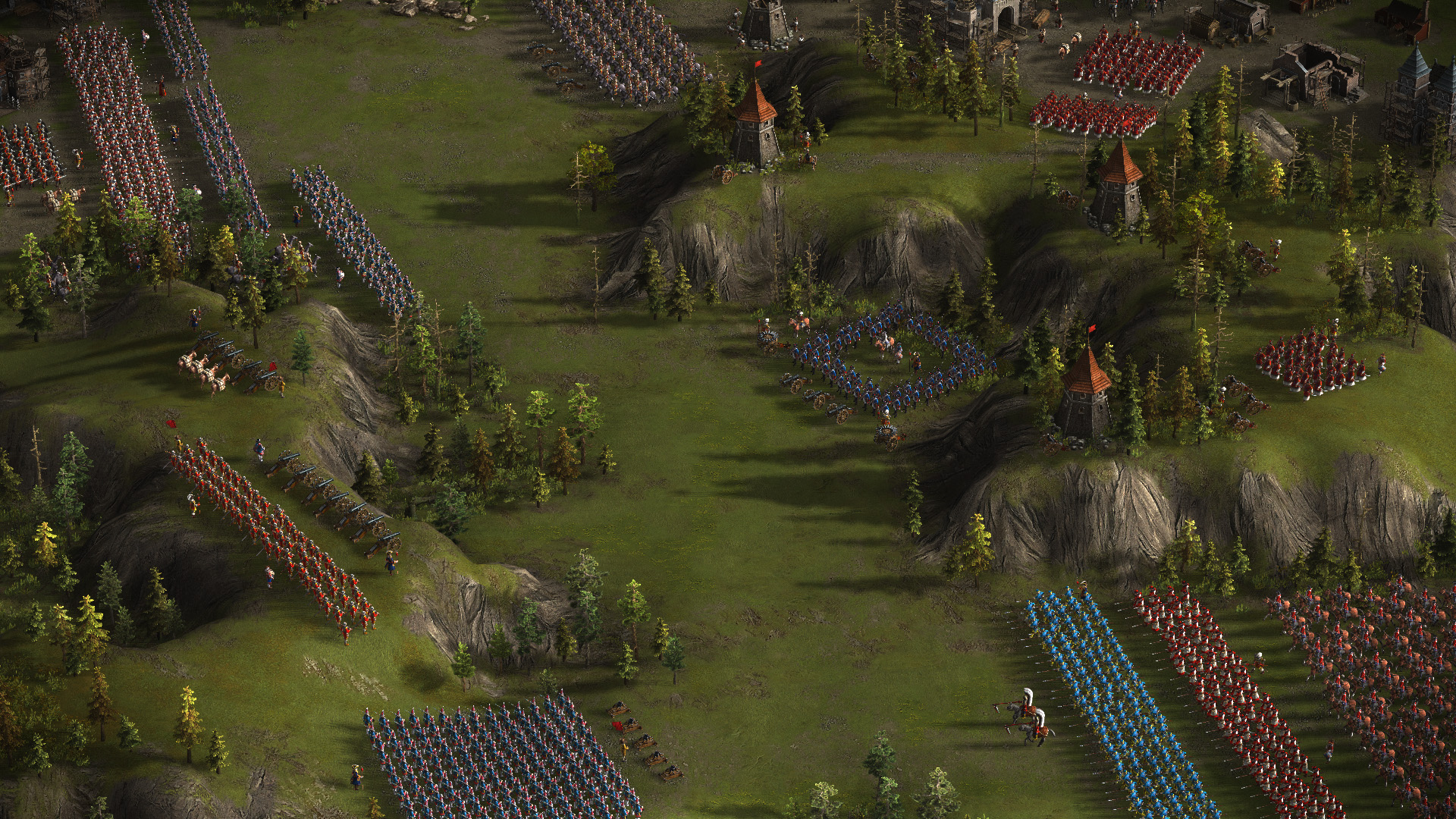
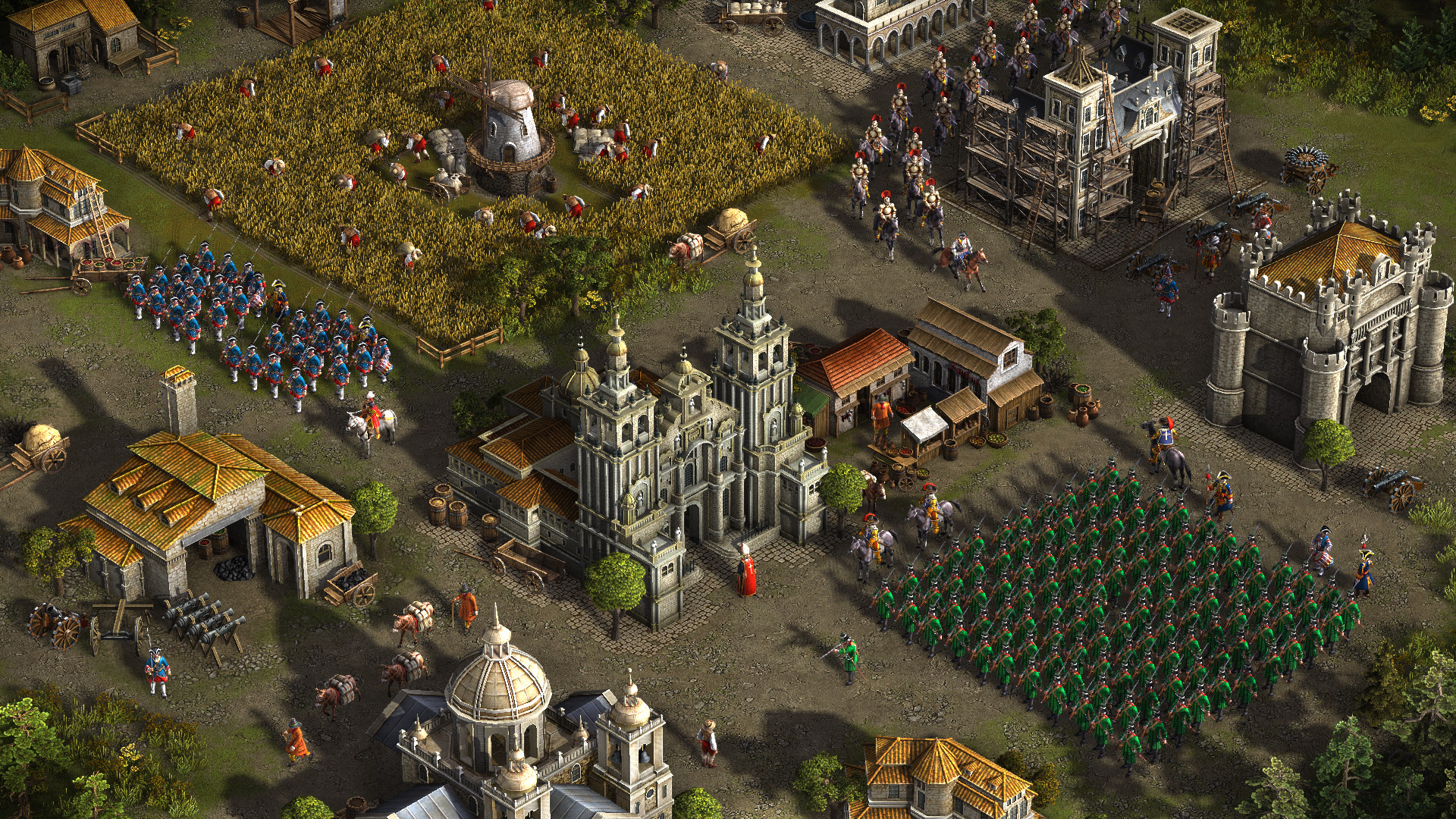
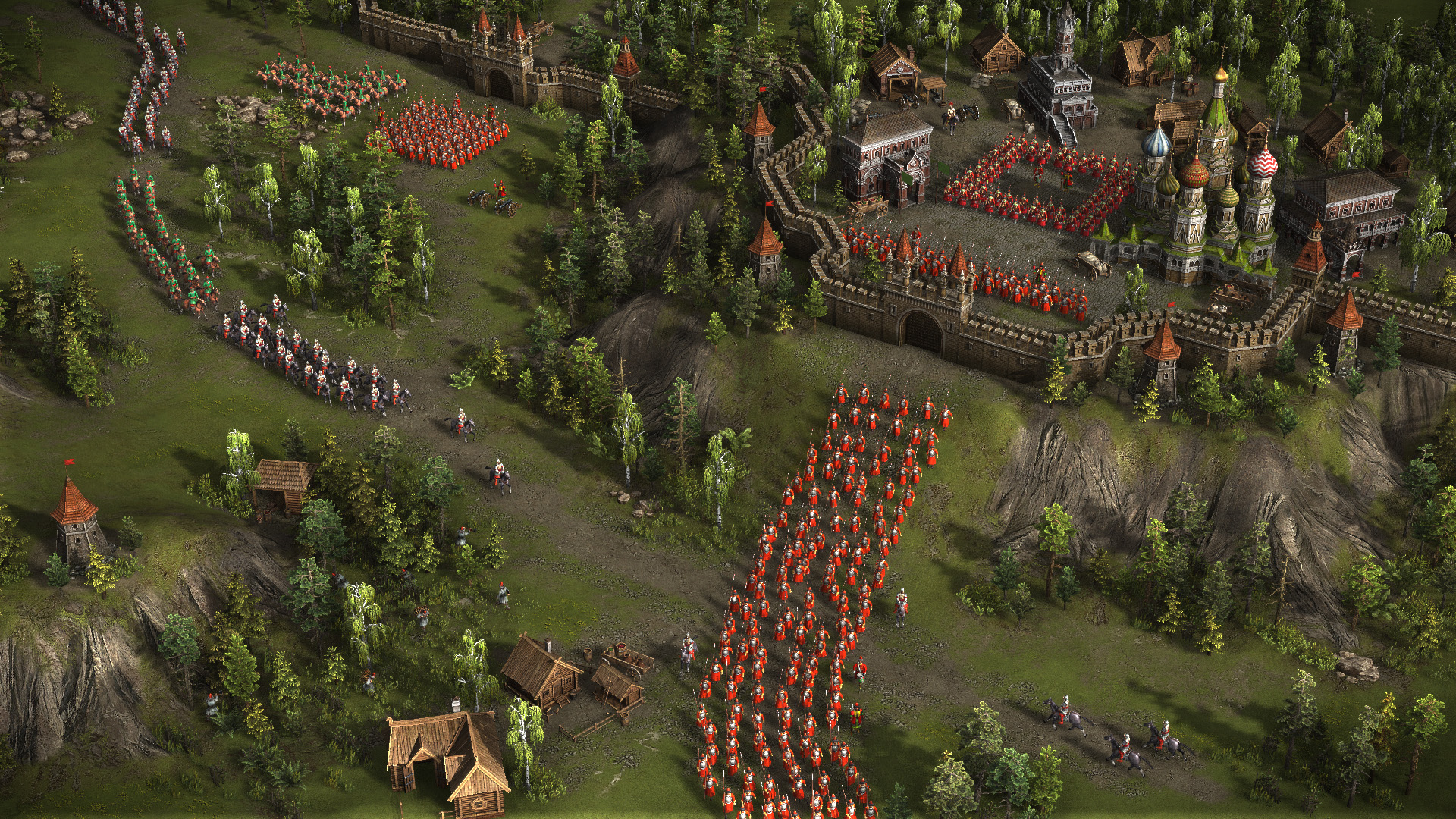
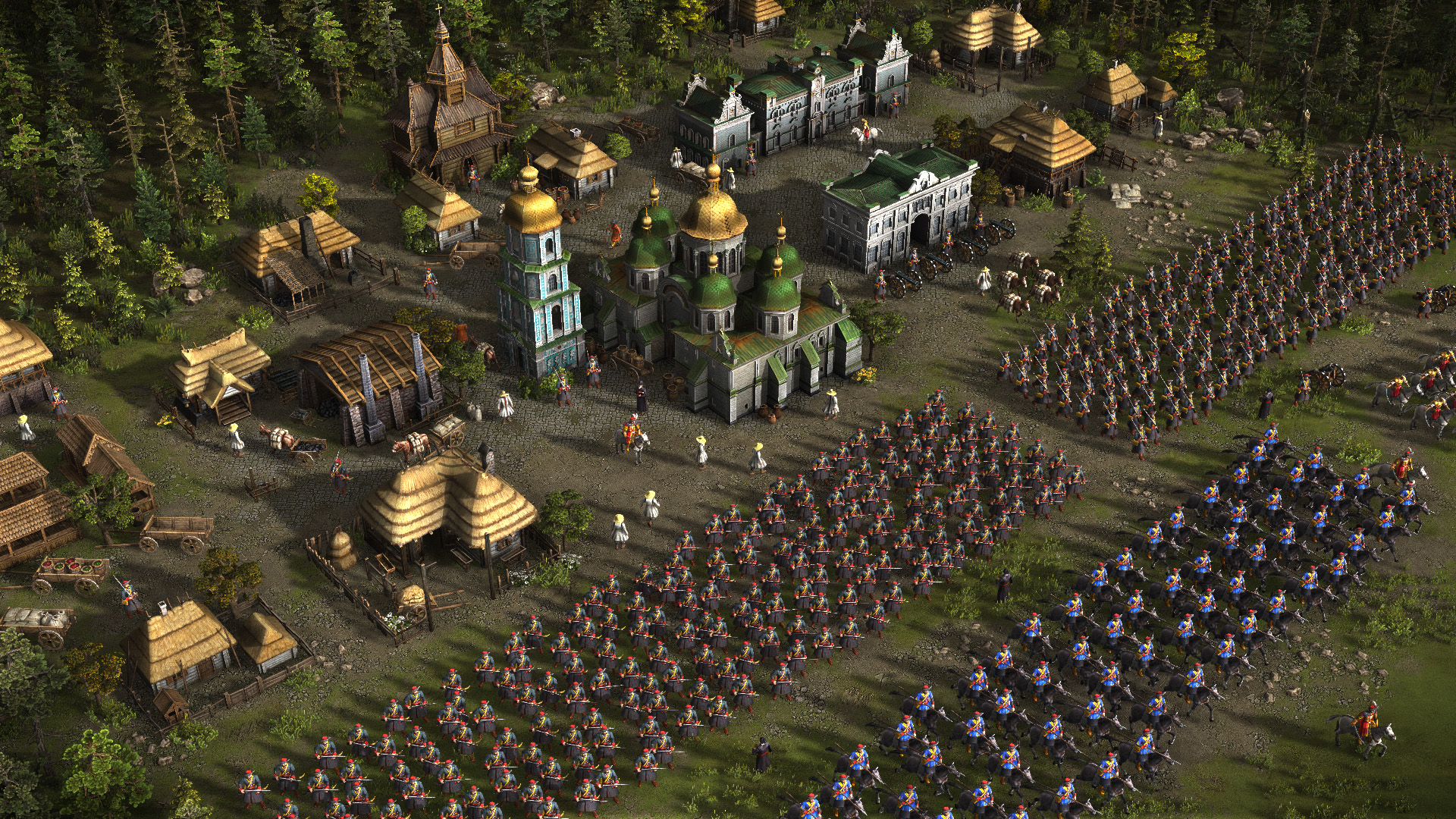
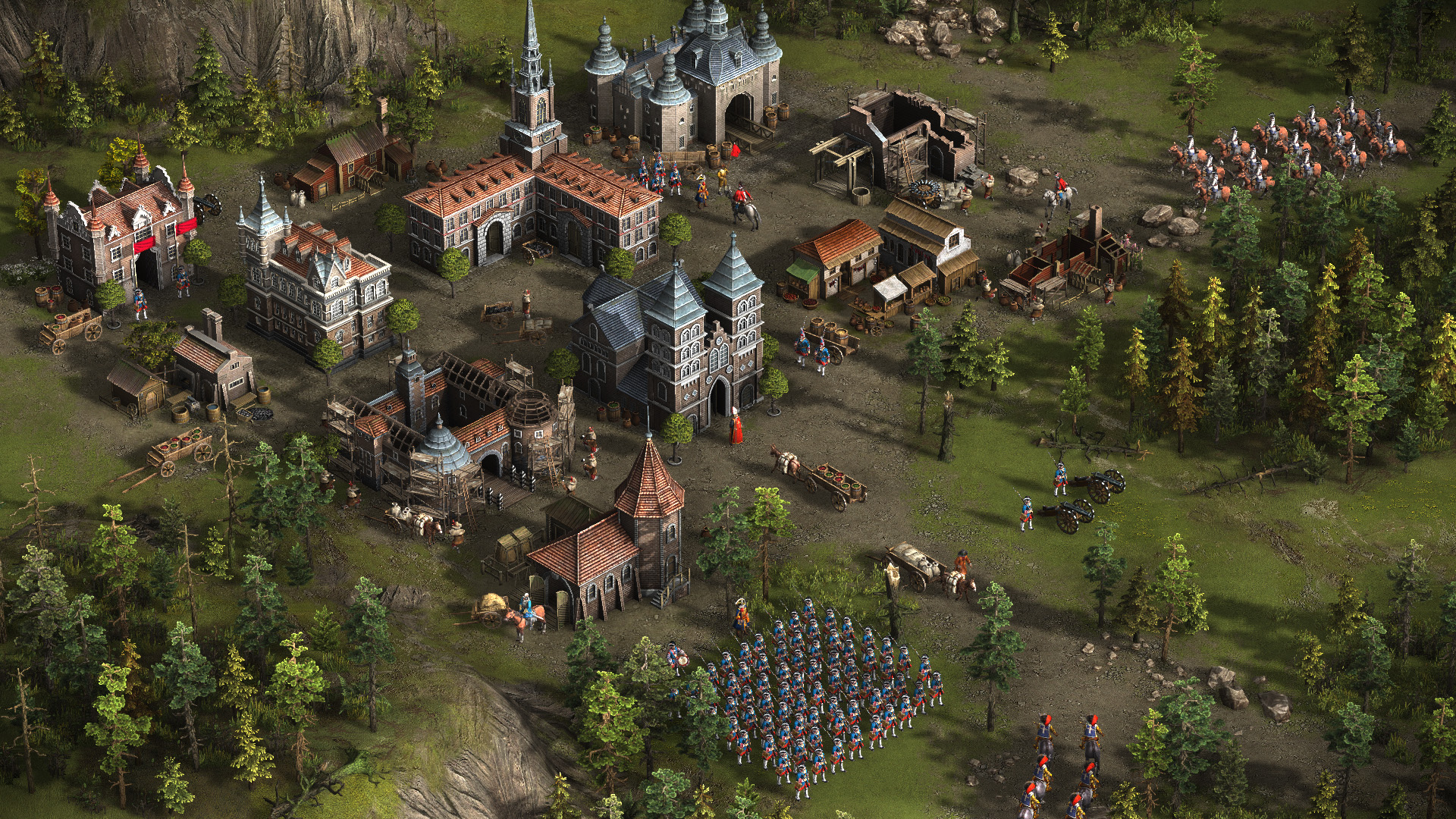

## Огляди
- Огляд гри [Архівовано 27 Грудня 2016 у Wayback Machine.] від PlayUA, 27 вересня, 2016
- Відео-огляд на гру [Архівовано 27 Грудня 2016 у Wayback Machine.] від OpenGamer, 23 вересня 2016